# Hanno Balitsch
Hanno Balitsch (ur. 2 stycznia 1981 w Alsbach-Hähnlein) – piłkarz niemiecki grający na pozycji defensywnego pomocnika.

## Kariera klubowa
Karierę piłkarską Ballitsch rozpoczął w rodzinnym mieście, w amatorskim klubie FC Alsbach. W 1998 roku podjął treningi w drużynie SV Waldhof Mannheim, a w 1999 roku awansował do kadry pierwszej drużyny. 22 kwietnia 2000 roku zadebiutował w 2. Bundeslidze w wygranym 4:2 domowym meczu z VfL Bochum. W Waldhof przez dwa lata rywalizował w drugiej lidze, a w 2001 roku zmienił barwy klubowe i odszedł do pierwszoligowego wówczas 1. FC Köln. W rozgrywkach niemieckiej ekstraklasy swój pierwszy mecz rozegrał 28 lipca 2001 roku przeciwko VfB Stuttgart (0:0). Przez cały sezon był podstawowym zawodnikiem klubu z Kolonii, jednak został z nim zdegradowany do drugiej ligi.
W lipcu 2002 Balitsch opuścił 1. FC Köln i za sumę 2 milionów euro przeszedł do Bayeru 04 Leverkusen. W zespole "Aptekarzy" swoje premierowe spotkanie rozegrał 10 sierpnia 2002 roku przeciwko Energie Cottbus - padł z nim remis 1:1. Z Bayerem występował w rozgrywkach Ligi Mistrzów i dotarł do drugiej fazy grupowej. W lidze Bayer zajął 15. pozycję i dopiero w ostatniej kolejce uniknął spadku do drugiej ligi. W 2004 roku z Leverkusen był trzeci w lidze, a w rundzie jesiennej sezonu 2004/2005 Balitsch był rezerwowym.
Na początku 2005 roku odszedł z Bayeru do drużyny 1. FSV Mainz 05. Kosztował pół miliona euro, a w nowej drużynie zadebiutował 22 stycznia 2005 roku w przegranej 2:3 potyczce ze Stuttgartem. Z klubem z Moguncji utrzymał się w lidze, a w letnim oknie transferowym 2005 roku podpisał kontrakt z Hannoverem (suma transferu: milion euro). 6 sierpnia 2005 roku po raz pierwszy wystąpił w jego barwach - H96 zremisował 2:2 z Herthą BSC. W Hannoverze spędził 5 lat. W tym czasie rozegrał tam 150 ligowych spotkań i zdobył 12 bramek.
Latem 2012 roku Balitsch ponownie został graczem 1. FC Nürnberg (Bundesliga). W sezonie 2013/2014 spadł z nim z pierwszej do drugiej ligi. W 2014 roku odszedł do FSV Frankfurt. W 2015 odszedł do SV Waldhof Mannheim.
| Sezon   | Klub                | Kraj   | Rozgrywki            | Mecze | Bramki |
| ------- | ------------------- | ------ | -------------------- | ----- | ------ |
| 1999/00 | Waldhof Mannheim    | Niemcy | 2. Bundesliga        | 7     | 1      |
| 2000/01 | Waldhof Mannheim    | Niemcy | 2. Bundesliga        | 25    | 0      |
| 2001/02 | 1. FC Köln          | Niemcy | Bundesliga           | 24    | 0      |
| 2002/03 | Bayer 04 Leverkusen | Niemcy | Bundesliga           | 30    | 3      |
| 2003/04 | Bayer 04 Leverkusen | Niemcy | Bundesliga           | 26    | 0      |
| 2004/05 | Bayer 04 Leverkusen | Niemcy | Bundesliga           | 8     | 0      |
| 2004/05 | 1. FSV Mainz 05     | Niemcy | Bundesliga           | 14    | 0      |
| 2005/06 | Hannover 96         | Niemcy | Bundesliga           | 31    | 1      |
| 2006/07 | Hannover 96         | Niemcy | Bundesliga           | 33    | 2      |
| 2007/08 | Hannover 96         | Niemcy | Bundesliga           | 29    | 4      |
| 2008/09 | Hannover 96         | Niemcy | Bundesliga           | 30    | 3      |
| 2009/10 | Hannover 96         | Niemcy | Bundesliga           | 27    | 2      |
| 2010/11 | Bayer 04 Leverkusen | Niemcy | Bundesliga           | 24    | 2      |
| 2011/12 | Bayer 04 Leverkusen | Niemcy | Bundesliga           | 8     | 0      |
| 2011/12 | 1. FC Nürnberg      | Niemcy | Bundesliga           | 12    | 1      |
| 2012/13 | 1. FC Nürnberg      | Niemcy | Bundesliga           | 33    | 1      |
| 2013/14 | 1. FC Nürnberg      | Niemcy | Bundesliga           | 14    | 0      |
| 2014/15 | FSV Frankfurt       | Niemcy | 2. Bundesliga        | 29    | 1      |
| 2015/16 | Waldhof Mannheim    | Niemcy | Regionalliga Südwest | 1     | 0      |

## Kariera reprezentacyjna
Karierę reprezentacyjną Balitsch rozpoczął od występów w reprezentacjach młodzieżowych. W 2000 roku wraz z kadrą Niemiec U-18 zajął 3. miejsce na Mistrzostwach Europy U-18 w Niemczech. W 2001 roku był członkiem drużyny U-20, z którą dotarł do 1/8 finału Mistrzostw Świata U-20. W latach 2002–2004 rozegrał 20 meczów i zdobył 2 gole dla reprezentacji U-21. W 2004 roku był jej kapitanem na Mistrzostwach Europy U-21. W pierwszej reprezentacji Niemiec Hanno zadebiutował 12 lutego 2003 roku w przegranym 1:3 towarzyskim spotkaniu z Hiszpanią (w 62. minucie zmienił Franka Baumanna).